# Langstaarthoen

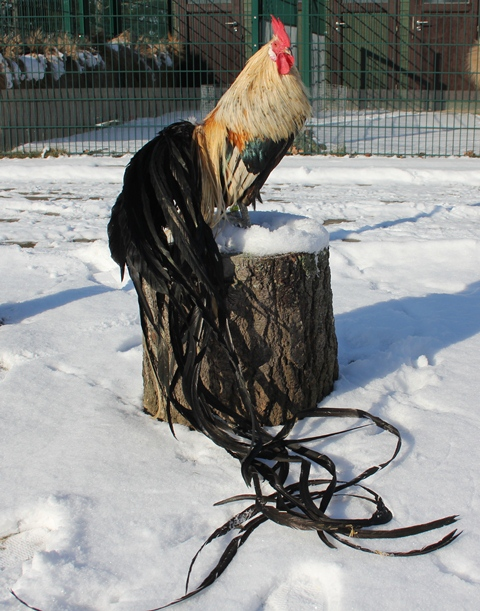
Onagadorihaan

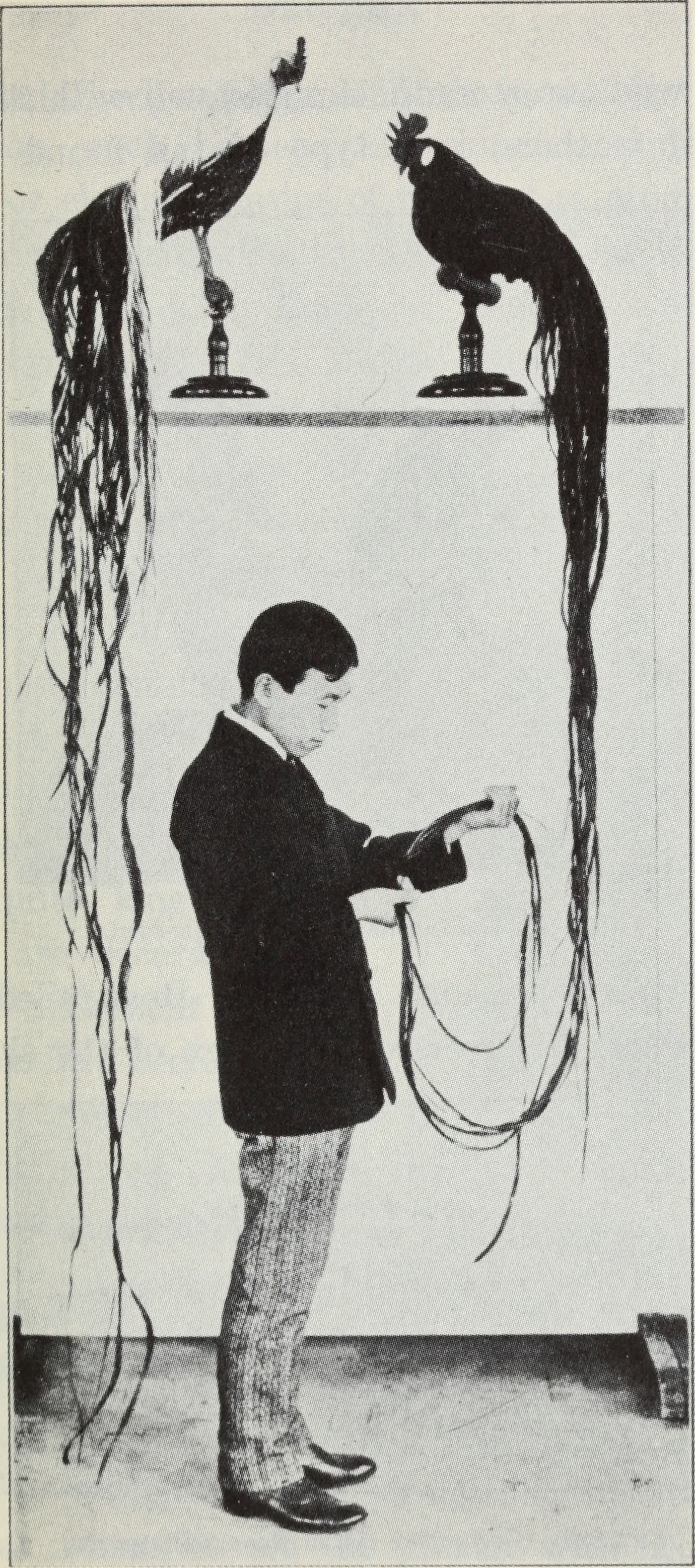
Opgezette hanen in het American Museum of Natural History, rond 1906

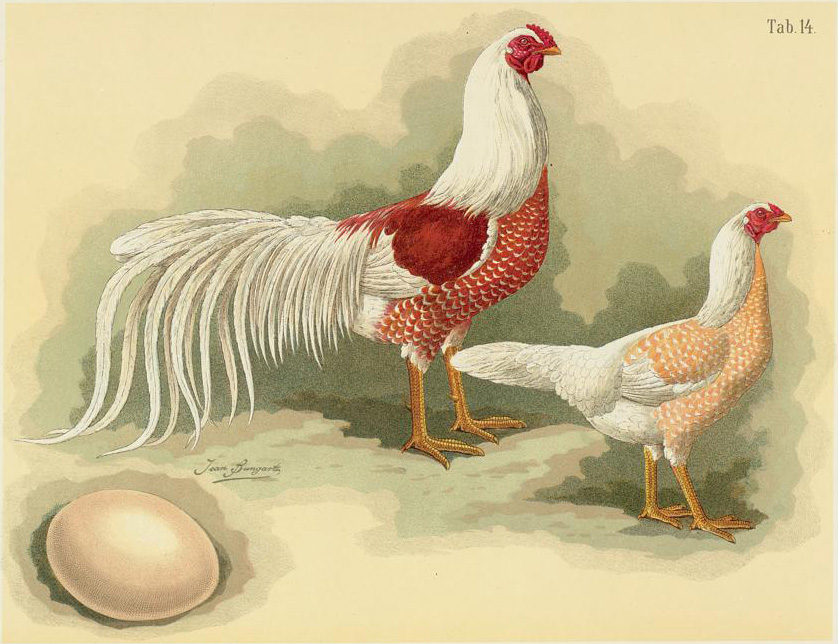
Historische afbeelding van yokohama's (Jean Bungartz, 1885)

Een langstaarthoen is een hoen dat tot de oorspronkelijk uit het Verre Oosten stammende rassen behoort, die door een genetische afwijking hun staart- en zadelveren verminderd of niet bij de rui verliezen met tot gevolg een uitzonderlijke lengte van deze veren.

## Oorsprong en verbreiding
Hoewel in China tegenwoordig geen inheemse langstaartrassen meer bekend zijn, wordt algemeen van een oorsprong van deze rassen binnen China uitgegaan. Bewezen is het voorkomen van hanen met extreem lange staarten tijdens de Edoperiode in Japan (ongeveer 1600 tot 1860), in het district Kochi. Aan het einde van de 19de eeuw werden de eerste langstaarthoenders in Engeland en Duitsland geïmporteerd. Door kruisingen ontstonden daar de Yokohama's en Phoenixhoenders. De verbreiding van Japanse dieren werd bemoeilijkt door een exportverbod van langstaarthoenders. Desalniettemin worden thans vrijwel alle Japanse langstaartrassen buiten Japan gefokt en zijn zij grotendeels als ras erkend.

## Veergroei
De genetische neiging tot het gereduceerde verlies van staart- en zadelveren in de rui wordt teruggeleid op de aanwezigheid van het autosomaal dominante gen Gt ("tail growth") en het autosomaal recessieve gen mt ("non-molting"). Bij een volledige expressie van deze genen kunnen de veren per jaar meer dan 100 cm groeien. Het wereldrecord bezit een Onagadorihaan met een staartlengte van 10,59 meter.

## Lijst van langstaarthoenderrassen
- Cubalaya
- Kurokashiwa
- Minohiki-Chabo
- Ohiki
- Onagadori
- Phoenixhoen
- Satsumadori
- Schijndelaar
- Shokoku
- Sumatrahoen
- Tomaru
- Totenko
- Yokohama

## Speciaalclub
In Nederland vallen de langstaarthoenders onder de rassen van de speciaalclub Optimum Avium Speciaalclub Langstaart- en Langkraaihoenders (OASLL).